# Lotustempel
De Lotustempel is een bahai-tempel in Delhi die werd geopend in 1986. Het is een prominente attractie in de stad en staat bekend om zijn bijzonder ontwerp in de vorm van een lotusbloem, het Indiase symbool voor zuiverheid, verlichting, zelfregeneratie en wedergeboorte. De tempel is ontworpen door de Iraans-Amerikaanse architect Fariborz Sahba en het heeft talrijke architectuurprijzen gewonnen.

## Ontwerp
De structuur van de Lotustempel bestaat uit de architectonische elementen die in de bahai-geschriften worden genoemd. Het ontwerp is geïnspireerd door de lotusbloem en bestaat uit 27 vrijstaande met marmer beklede 'bladen', gerangschikt in groepen van drie, zodat er negen zijden ontstaan. De tempel is iets meer dan 40 meter hoog en wordt omgeven door negen vijvers, die de bladeren symboliseren waar de lotus op drijft.

## Geloof
De Lotustempel is de trots van de bahá'í-gemeenschap; een geloofsovertuiging die mensen vanuit alle religies verwelkomt. De voornaamste overtuiging van de ruim 5 miljoen bahá'í is eenheid van God, religie en mensheid. Zoals iedere bahai-tempel staat de Lotustempel open voor iedereen, ongeacht godsdienst of andere persoonlijke kenmerken.

## Bezoekers
Vanuit alle delen en religies van de wereld komen mensen op de tempel af en het gebouw trekt dagelijks duizenden toeristen en aanhangers. Tussen de opening in 1986 en begin 2003 hebben meer dan 50 miljoen mensen een bezoek gebracht aan de tempel, waarmee het een van de meest bezochte gebouwen ter wereld is. Op hindoe heilige dagen heeft het tot 150.000 bezoekers per dag getrokken; per jaar zijn er vier miljoen bezoekers, ongeveer 13.000 per dag.